# 焦磷酸盐
焦磷酸盐（英語：Pyrophosphate）是焦磷酸的盐。焦磷酸盐又称二磷酸盐或双磷酸盐（英語：Diphosphate）。在食品添加剂中，焦磷酸盐的代号是E450。除了正盐以外，也有一些焦磷酸的酸式盐存在，比如Na2H2P2O7。

## 历史
在多磷酸盐系列中，焦磷酸盐是第一个被发现的。
焦磷酸四乙酯的合成是由菲利普·克莱蒙在1854年法国科学院的一次会议中首次报告的，它是最早被合成的含有磷的乙酰胆碱酯酶抑制剂。

## 物理性质
焦磷酸盐中都含有P2O74-离子，而各种盐中P-O-P键的键角也各不相同，分布在120°至180°之间。P-O-P键的键长也比离子末端的P-O键要长。下面列出部分数据：
- β-Mg2P2O7中P-O-P键键角为180°，键长为156pm，末端P-O键键长未知；
- α-Mg2P2O7中P-O-P键键角为144°，键长为157pm，末端P-O键键长为151pm；
- Na4P2O7中P-O-P键键角为127°，键长为163.6pm，末端P-O键键长为151.3pm；
- KAlP2O7中P-O-P键键角为125°，键长为160.7pm，末端P-O键键长为150.9pm。[2]:325

## 化学性质
通常情况下，焦磷酸盐在磷的含氧酸形成的盐中有着最大的溶解度；另外，它还是一种良好的络合剂（比如与钙离子或许多过渡金属离子配位）：
Cu2P2O7 + P2O74- = 2[CuP2O7]2-；
Mn2P2O7 + P2O74- = [Cu2(P2O7)2]4-。可以看出焦磷酸根过量时，难溶的焦磷酸盐又转化为配离子溶解。这些反应在化学工业上有许多用途，如可以用作无氰电镀。:545-546

### 制备
焦磷酸盐最初是通过加热磷酸盐得到的（英文中的词头pyro来自于希腊语中的“火”）。将磷酸一氢盐加热至603-613K开始聚合，至773K:323可以制得焦磷酸盐：
2Na2HPO4 = Na4P2O7 + H2O:323:545
但此反应不能在玻璃容器中进行，因为焦磷酸钠能够腐蚀二氧化硅:323。
含铵的磷酸盐加热也可制得一些二价金属的焦磷酸盐：
2NH4NiPO4·6H2O = Ni2P2O7 + 2NH3 + 13H2O:325

## 工业用途
焦磷酸盐在工业上常被用作食品添加剂。实验表明焦磷酸盐能够对肉类食物的肌肉蛋白起到保水作用，其原理是焦磷酸盐增大了蛋白质的离子强度，使得其离子排斥作用增强，蛋白之间空间增加。焦磷酸盐还能明显地改善猪肉丸的破裂特性、硬度等特点，并减小其蒸煮损失。焦磷酸二氢二钠可以用作食品改良剂。

## 生物化学用途
焦磷酸盐在生物化学中有非常重要的地位。细胞中的ATP水解为AMP时生成了P2O74-离子（简写为PPi）：
ATP → AMP + PPi
例如，当聚合酶正在把核苷酸聚合成DNA或是RNA链时，就会生成焦磷酸根离子（PPi）。焦磷酸解是指DNA聚合反应的逆反应，即焦磷酸根与dNMP反应，把寡核苷酸转化为对应的三磷酸（从DNA中释放dNTP，从RNA中释放NTP）。
P2O74-离子在水溶液中不稳定，会水解为磷酸一氢根：
P2O74- + H2O → 2 HPO42-
或简记为：
PPi + H2O → 2 Pi
没有酶催化时，除非在高浓度酸性介质中，否则含有多磷酸结构的物质，例如焦磷酸、三磷酸、ADP和ATP的水解一般进行得非常缓慢。
将ATP水解为没有生物活性的AMP和PPi的反应是不可逆的，这个反应体现了这类生物化学水解的不可逆性。
在关节液、血浆以及尿液中有许多PPi来防止钙化，且在细胞外液（ECF）中能够抑制羟基磷灰石的形成。细胞会引导其内部的PPi进入细胞外液。
ANKH是一个无酶催化的生物质膜，能够保持细胞外PPi的浓度。这项功能若有缺陷，会导致PPi的细胞外浓度过低以及细胞内浓度过高。核苷酸内焦磷酸酶/磷酸二酯酶1抗体（ENPP1）也能提高细胞外PPi浓度。
从高能磷酸盐的角度来看，ATP水解成为AMP和PPi需要断裂两根高能磷酸键，同理将AMP重组为ATP需要两个磷酸化反应：
AMP + ATP → 2 ADP
2 ADP + 2 Pi → 2 ATP

## 拓展阅读
- Schröder HC, Kurz L, Muller WEG, Lorenz B.  (PDF). Biochemistry (Moscow). Mar 2000, 65 (3): 296–303. （原始内容 (PDF)存档于2011-08-25）.